# Abenteuer des Freiherrn von Münchhausen – Eine Winterreise
Abenteuer des Freiherrn von Münchhausen – Eine Winterreise ist ein deutscher animierter Kurzfilm von Hans Held aus dem Jahr 1944. Er lief auch unter dem Titel Die Abenteuer des Baron von Münchhausen – Eine Winterreise.

## Handlung
Der Film beginnt mit einer Realszene: Eine Hand erscheint und malt auf einem leeren Blatt den Kopf des Freiherrn von Münchhausen und koloriert ihn. Als er fertig ist, erwacht der Kopf zum Leben und zwinkert dem Zuschauer zu. Es folgt der Trickfilm:
Münchhausen reitet im tiefen Schnee auf seinem Pferd einen Weg entlang. Er kommt zu einem beschneiten Hügel und reitet genau hindurch. Zwei in der Nähe sitzende Vögel schauen erstaunt. Über einen tiefen Graben gelangt Münchhausen, indem er aus seinem Mantel Flügel macht und so samt Pferd hinüberschwebt, eine Eisfläche überwindet er, indem er aus seinem Mantel ein Segel macht und das Pferd Schlittschuh zu fahren scheint. Pferd und Reiter versinken jedoch in einem Eisloch, aus dem Münchhausen sich an seinem eigenen Schopf herauszieht. Die Fischer rennen entsetzt davon. Wenig später legt sich Münchhausen im Schnee zur Ruhe und pflockt sein Pferd an einem aus dem Boden ragenden Stab an. Als er am nächsten Tag erwacht, findet er sich vor einer Kirche wieder. Der Schnee hatte sie in der Vornacht bis auf die Kirchturmspitze eingedeckt und ist über Nacht getaut. Münchhausens Pferd hängt nun an der Kirchturmspitze. Mit einem gezielten Schuss löst Münchhausen die Stricke und das Pferd fällt vor seine Füße.
Bald darauf ist Münchhausen per Pferdeschlitten unterwegs. Er wird von einem hungrigen Wolf verfolgt, der sich schließlich auf ihn stürzt und im Eifer das gesamte Pferd so passgenau verschlingt, dass nun der Wolf im Geschirr hängt und die Form des Pferdes annehmend weiter Galopp läuft. Münchhausen hält wenig später an und rettet sich in ein Haus, doch der Wolf bricht durch die Tür und stürzt sich auf Münchhausen. Der hält seine Hand ausgestreckt, fährt dem Wolf beim Angriff durch den Körper bis zum Schwanz und wendet anschließend sein Inneres nach außen. Die Wolfsknochen fallen zu Boden und Münchhausen zwinkert dem Zuschauer zu.

## Produktion
Hans Held besaß ursprünglich ein eigenes Trickfilmstudio in Babelsberg und kam später zur Bavaria, wo unter anderem der Propagandatrickfilm Der Störenfried entstand. Der unpolitische Unterhaltungsfilm Abenteuer des Freiherrn von Münchhausen – Eine Winterreise enthält verschiedene Lügengeschichten, die Gottfried August Bürger 1786 unter dem Titel Wunderbare Reisen zu Wasser und zu Lande, Feldzüge und lustige Abenteuer des Freiherrn von Münchhausen: wie er dieselben bei der Flasche im Zirkel seiner Freunde selbst zu erzählen pflegt niedergeschrieben hatte. Der Film wurde teilweise in Den Haag hergestellt.
Im Jahr 2005 erschien der Animationsfilm als Extra auf der DVD Münchhausen bei Transit Film. Der Film wurde zudem 2011 im Rahmen der Reihe Geschichte des deutschen Animationsfilms auf DVD veröffentlicht.